# William Hounsell von Gündell
William Hounsell Gündell, seit 1871 von Gündell (* 23. Februar 1813 in Bridport, England; † 19. September 1883 in Hannover) war ein preußischer Generalleutnant.

## Leben

### Herkunft
Seine Familie entstammte aus Winsen an der Luhe und er war ein Sohn des Feldpropstes Georg Heinrich Gündell († 1835) und dessen Ehefrau Mary Anna, geborene Hounsell († 1825).

### Militärkarriere
Gündell absolvierte das Gymnasium und anschließend die Militärakademie in Hannover. Am 13. Mai 1831 wurde er als Sekondeleutnant im Garde-Jägerregiment der Hannoverschen Armee angestellt. 1833 folgte seine Versetzung in das 2. leichte Bataillon. Dort stieg Gündell am 11. November 1842 zum Premierleutnant auf und wurde am 17. Juli 1848 zum Hauptmann II. Klasse befördert. Als solcher nahm er im gleichen Jahr am Feldzug in Dänemark teil. Mit seiner Beförderung zum Hauptmann am 20. April 1849 ernannte man ihn zum Kompaniechef im Garde-Jägerbataillon. Zwei Jahre später war Gündell kurzzeitig zur Gesandtschaft in London kommandiert, um die Thronbesteigung von Georg V. anzuzeigen. 1852 beauftragte man ihn dann mit der Organisation einer Sanitätskompanie, die Gündell nach deren Bildung vom 14. April 1855 bis zum 3. Mai 1859 kommandierte. Anschließend kehrte er unter Beförderung zum Major in das Garde-Jägerbataillon zurück und wurde am 23. Mai 1860 als Oberstleutnant und Bataillonskommandeur in das 7. Infanterie-Regiment versetzt. Am 27. Mai 1862 ernannte man ihn schließlich zum Kommandeur des 4. Infanterie-Regiments. In dieser Stellung am 17. Juni 1866 zum Oberst befördert, konnte sich Gündell mit seinem Regiment in der Schlacht bei Langensalza gegen die Preußischen Truppen besonders bewähren.
Nach dem verlorenen Krieg und der Annexion des Königreichs Hannover trat Gündell am 9. März 1867 in die Preußische Armee über und wurde als Oberst im Brandenburgischen Füsilier-Regiment Nr. 35 angestellt. Am 20. Juli 1867 beauftragte man ihn mit der Führung des 2. Oberschlesischen Infanterie-Regiments Nr. 23 in Neiße und ernannte Gündell am 20. Oktober 1867 zum Regimentskommandeur.
Mit Beginn des Krieges gegen Frankreich wurde Gündell für die Dauer des mobilen Verhältnisses zum Kommandeur der 23. Infanterie-Brigade ernannt. Diesen Großverband führte er in den Kämpfen bei Choisy-le-Roi und Chevilly sowie während der Einschließung und Belagerung von Paris. Für seine Leistungen erhielt er das Eiserne Kreuz II. Klasse. Außerdem wurde Gündell am Tag der Kaiserproklamation im Spiegelsaal von Versailles zum Generalmajor befördert und am 16. Juni 1871 „wegen der im Kriege gegen Frankreich bewiesenen Tapferkeit“ in den erblichen preußischen Adelsstand erhoben. Bereits einige Tage zuvor hatte man Gündell in seiner Stellung als Brigadekommandeur für die Friedenszeit bestätigt. Am 16. Oktober 1873 wurde er schließlich in Genehmigung seines Abschiedsgesuches mit der gesetzlichen Pension unter Verleihung des Roten Adlerordens II. Klasse mit Eichenlaub zur Disposition gestellt.
In nachmaliger Würdigung seiner Verdienste erhielt Gündell am 16. August 1876 noch den Charakter als Generalleutnant.

### Familie
Gündell hatte sich am 13. Juni 1844 in Burgdorf mit Eveline Schaedtler (1820–1860) verheiratet. Nach ihrem Tod heiratete er am 10. Dezember 1864 in Hannover Luise Reinecke (1825–1880). Aus den beiden Ehen gingen insgesamt acht Kinder hervor.

## Schriften
- Die Feuerwaffen der Königlich Hannoverschen Infanterie, ihre Einrichtung, Behandlung und ihr Gebrauch : als Leitfaden beim Ertheilen von Unterricht in den Regiments- und Compagnie-Schulen und zum Selbstunterrichte ; nebst einem Anhange über das Zündnadel-Gewehr. Verlag der Hahn’schen Hofbuchhandlung, Hannover 1852, Digitalisat der Bayerischen Staatsbibliothek